# Ryan Reser
Ryan Reser (ur. 16 kwietnia 1980) – amerykański judoka. Olimpijczyk z Pekinu 2008, gdzie zajął 21. miejsce w wadze lekkiej.
Uczestnik mistrzostw świata w 2005 i 2007. Startował w Pucharze Świata w latach 2004–2008. Triumfator igrzysk panamerykańskich w 2007. Złoty medalista mistrzostw panamerykańskich w 2005 i 2007 roku.

## Letnie Igrzyska Olimpijskie 2008
| Konkurencja | Rundy eliminacyjne            | Klas. końcowa |
| Konkurencja | 1/32                          | Miejsce       |
| ----------- | ----------------------------- | ------------- |
| 73 kg       | Gantömörijn Daszdawaa (MGL) P | 21.           |